# Pallavolo ai XXXII Giochi mondiali universitari estivi - Torneo maschile
Il torneo maschile di pallavolo ai XXXII Giochi mondiali universitari estivi si è svolto dal 17 al 24 luglio 2025 a Berlino, durante i XXXII Giochi mondiali universitari estivi: al torneo hanno partecipato quindici squadre nazionali e la vittoria finale è andata per la seconda volta alla Polonia.

## Impianti
|                                                                          |                                                                                      |                                                                                  |
|                                                                          |                                                                                      |                                                                                  |
| Max-Schmeling-Halle Città: Berlino Capienza: 9 200 Anno d'apertura: 1996 | Großsporthalle Hämmerlingstraße Città: Berlino Capienza: 1 000 Anno d'apertura: 2009 | Sportforum Hohenschönhausen Città: Berlino Capienza: 1 250 Anno d'apertura: 1958 |

|                                                                                |  |  |
|                                                                                |  |  |
| Horst-Korber-Sportzentrum Città: Berlino Capienza: 1 000 Anno d'apertura: 1990 |  |  |

## Regolamento

### Formula
Le squadre hanno disputato una prima fase raggruppate in quatro gironi con formula del girone all'italiana con partite di sola andata; al termine della prima fase:
- Le prime due classificate di ogni girone hanno acceduto alla fase finale per il primo posto, strutturata in quarti di finale, semifinali, finale per il terzo posto e finale;
- Le quattro eliminate ai quarti di finale della fase finale per il primo posto hanno acceduto alla fase finale per il quinto posto, strutturata in semifinali, finale per il settimo posto e finale per il quinto posto;
- La terza e la quarta classificata di ogni girone hanno acceduto alla fase finale per il nono posto, strutturata in quarti di finale, semifinali, finale per l'undicesimo posto e finale per il nono posto.
- Le tre eliminate ai quarti di finale della fase finale per il nono posto hanno acceduto alla fase finale per il tredicesimo posto, strutturata in semifinale e finale il tredicesimo posto.

### Criteri di classifica
Se il risultato finale è stato di 3-0 o 3-1 sono stati assegnati 3 punti alla squadra vincente e 0 a quella sconfitta, se il risultato finale è stato di 3-2 sono stati assegnati 2 punti alla squadra vincente e 1 a quella sconfitta.
L'ordine del posizionamento in classifica è stato definito in base a:
- Numero di partite vinte;
- Punti;
- Ratio dei set vinti/persi;
- Ratio dei punti realizzati/subiti;
- Risultati degli scontri diretti.

## Squadre partecipanti
Tra le nazioni che hanno presentato domanda di partecipazione, sono state ammesse alla competizione la squadra del paese organizzatore, quella del paese organizzatore dell'edizione successiva e le sei squadre meglio classificate in quella precedente. I rimanenti posti sono stati assegnati in parte in base al ranking mondiale ed in parte in modo da favorire una migliore rappresentanza continentale. Il 14 luglio 2025 la delegazione dell'Iran ha rinunciato alla partecipazione a causa del mancato ottenimento dei visti necessari.
| Squadra       | Qualificazione                                | Ultima partecipazione |
| ------------- | --------------------------------------------- | --------------------- |
| Argentina     | 5ª ai XXXI Giochi mondiali                    | Chengdu 2021          |
| Australia     | Wild card                                     | Taipei 2017           |
| Brasile       | 10ª ai XXXI Giochi mondiali                   | Chengdu 2021          |
| Cile          | Wild card                                     | Napoli 2019           |
| Colombia      | Wild card                                     | Gwangju 2015          |
| Corea del Sud | Paese organizzatore della successiva edizione | Chengdu 2021          |
| Filippine     | Wild card                                     | Tokyo 1967            |
| Germania      | Paese organizzatore                           | Chengdu 2021          |
| Giappone      | Wild card                                     | Chengdu 2021          |
| Iran          | 4ª ai XXXI Giochi mondiali                    | Chengdu 2021          |
| Italia        | 1ª ai XXXI Giochi mondiali                    | Chengdu 2021          |
| Polonia       | 2ª ai XXXI Giochi mondiali                    | Chengdu 2021          |
| Portogallo    | 7ª ai XXXI Giochi mondiali                    | Chengdu 2021          |
| Rep. Ceca     | Wild card                                     | Chengdu 2021          |
| Stati Uniti   | Wild card                                     | Napoli 2019           |
| Taipei cinese | Wild card                                     | Chengdu 2021          |

## Torneo

### Fase a gironi
La composizione dei gironi è stata determinata mediante sorteggio effettuato il 7 aprile 2025 a Mülheim an der Ruhr.
| Girone A      | Girone B  | Girone C  | Girone D      |
| ------------- | --------- | --------- | ------------- |
| Australia     | Cile      | Argentina | Corea del Sud |
| Brasile       | Giappone  | Cina      | Germania      |
| Portogallo    | Iran      | Colombia  | Italia        |
| Taipei cinese | Rep. Ceca | Polonia   | Stati Uniti   |

#### Girone A

##### Risultati
| 17 luglio 2025 Sportforum Hohenschönhausen, Berlino Durata: 2h:15 - Spettatori: 103 | Taipei cinese | 1 - 3 | Australia     | 23-25, 22-25, 30-28, 24-26        |
| 17 luglio 2025 Sportforum Hohenschönhausen, Berlino Durata: 1h:58 - Spettatori: 70  | Brasile       | 3 - 1 | Portogallo    | 25-20, 25-23, 21-25, 25-21        |
| 18 luglio 2025 Max-Schmeling-Halle, Berlino Durata: 2h:23 - Spettatori: 100         | Australia     | 2 - 3 | Portogallo    | 16-25, 25-21, 25-19, 23-25, 18-20 |
| 18 luglio 2025 Max-Schmeling-Halle, Berlino Durata: 2h:25 - Spettatori: 121         | Taipei cinese | 2 - 3 | Brasile       | 23-25, 25-21, 25-23, 23-25, 12-15 |
| 19 luglio 2025 Sportforum Hohenschönhausen, Berlino Durata: 2h:10 - Spettatori: 125 | Portogallo    | 1 - 3 | Taipei cinese | 26-28, 25-21, 17-25, 23-25        |
| 19 luglio 2025 Sportforum Hohenschönhausen, Berlino Durata: 1h:51 - Spettatori: 100 | Brasile       | 3 - 1 | Australia     | 25-17, 25-13, 23-25, 25-19        |

##### Classifica
| Pos. | Squadra       | Pt | G | V | P | SV | SP | Ratio | PF  | PS  | Ratio |
| ---- | ------------- | -- | - | - | - | -- | -- | ----- | --- | --- | ----- |
| 1.   | Brasile       | 8  | 3 | 3 | 0 | 9  | 4  | 2,250 | 303 | 271 | 1,118 |
| 2.   | Taipei cinese | 4  | 3 | 1 | 2 | 6  | 7  | 0,857 | 306 | 304 | 1,007 |
| 3.   | Australia     | 4  | 3 | 1 | 2 | 6  | 7  | 0,857 | 285 | 307 | 0,928 |
| 4.   | Portogallo    | 2  | 3 | 1 | 2 | 5  | 8  | 0,625 | 290 | 302 | 0,960 |

      Qualificata ai quarti di finale.
      Qualificata alle finali per il 9º posto.

#### Girone B

##### Risultati
| 17 luglio 2025 Horst-Korber-Sportzentrum, Berlino Durata: 1h:39 - Spettatori: 42       | Cile      | 0 - 3 | Rep. Ceca | 24-26, 23-25, 16-25        |
| 18 luglio 2025 Großsporthalle Hämmerlingstraße, Berlino Durata: 1h:16 - Spettatori: 51 | Giappone  | 3 - 0 | Cile      | 25-12, 25-17, 25-19        |
| 19 luglio 2025 Max-Schmeling-Halle, Berlino Durata: 1h:56 - Spettatori: 150            | Rep. Ceca | 1 - 3 | Giappone  | 21-25, 25-23, 19-25, 16-25 |

##### Classifica
| Pos. | Squadra   | Pt | G | V | P | SV | SP | Ratio | PF  | PS  | Ratio |
| ---- | --------- | -- | - | - | - | -- | -- | ----- | --- | --- | ----- |
| 1.   | Giappone  | 6  | 2 | 2 | 0 | 6  | 1  | 6,000 | 173 | 129 | 1,341 |
| 2.   | Rep. Ceca | 3  | 2 | 1 | 1 | 4  | 3  | 1,333 | 157 | 161 | 0,975 |
| 3.   | Cile      | 0  | 2 | 0 | 2 | 0  | 6  | 0,000 | 111 | 151 | 0,735 |

      Qualificata ai quarti di finale.
      Qualificata alle finali per il 9º posto.

#### Girone C

##### Risultati
| 17 luglio 2025 Horst-Korber-Sportzentrum, Berlino Durata: 1h:12 - Spettatori: 35       | Filippine | 0 - 3 | Polonia   | 17-25, 16-25, 21-25        |
| 17 luglio 2025 Horst-Korber-Sportzentrum, Berlino Durata: 1h:30 - Spettatori: 30       | Colombia  | 3 - 0 | Argentina | 25-19, 25-19, 25-22        |
| 18 luglio 2025 Großsporthalle Hämmerlingstraße, Berlino Durata: 1h:16 - Spettatori: 35 | Filippine | 0 - 3 | Colombia  | 16-25, 14-25, 24-26        |
| 18 luglio 2025 Max-Schmeling-Halle, Berlino Durata: 1h:20 - Spettatori: 101            | Polonia   | 3 - 0 | Argentina | 25-16, 25-18, 25-12        |
| 19 luglio 2025 Max-Schmeling-Halle, Berlino Durata: 1h:55 - Spettatori: 50             | Argentina | 1 - 3 | Filippine | 23-25, 22-25, 25-23, 13-25 |
| 19 luglio 2025 Sportforum Hohenschönhausen, Berlino Durata: 1h:15 - Spettatori: 51     | Colombia  | 0 - 3 | Polonia   | 15-25, 13-25, 16-25        |

##### Classifica
| Pos. | Squadra   | Pt | G | V | P | SV | SP | Ratio | PF  | PS  | Ratio |
| ---- | --------- | -- | - | - | - | -- | -- | ----- | --- | --- | ----- |
| 1.   | Polonia   | 9  | 3 | 3 | 0 | 9  | 0  | MAX   | 225 | 144 | 1,562 |
| 2.   | Colombia  | 6  | 3 | 2 | 1 | 6  | 3  | 2,000 | 195 | 189 | 1,032 |
| 3.   | Filippine | 3  | 3 | 1 | 2 | 3  | 7  | 0,429 | 206 | 234 | 0,880 |
| 4.   | Argentina | 0  | 3 | 0 | 3 | 1  | 9  | 0,111 | 189 | 248 | 0,762 |

      Qualificata ai quarti di finale.
      Qualificata alle finali per il 9º posto.

#### Girone D

##### Risultati
| 17 luglio 2025 Sportforum Hohenschönhausen, Berlino Durata: 1h:26 - Spettatori: 100    | Italia        | 3 - 0 | Corea del Sud | 25-23, 25-23, 25-19        |
| 17 luglio 2025 Sportforum Hohenschönhausen, Berlino Durata: 1h:23 - Spettatori: 200    | Germania      | 3 - 0 | Stati Uniti   | 25-18, 25-13, 25-20        |
| 18 luglio 2025 Max-Schmeling-Halle, Berlino Durata: 1h:36 - Spettatori: 350            | Germania      | 0 - 3 | Italia        | 20-25, 23-25, 30-32        |
| 18 luglio 2025 Großsporthalle Hämmerlingstraße, Berlino Durata: 1h:58 - Spettatori: 48 | Stati Uniti   | 3 - 1 | Corea del Sud | 24-26, 25-21, 25-22, 25-21 |
| 19 luglio 2025 Max-Schmeling-Halle, Berlino Durata: 1h:21 - Spettatori: 320            | Italia        | 3 - 0 | Stati Uniti   | 25-17, 25-18, 25-21        |
| 19 luglio 2025 Max-Schmeling-Halle, Berlino Durata: 1h:29 - Spettatori: 305            | Corea del Sud | 0 - 3 | Germania      | 17-25, 21-25, 22-25        |

##### Classifica
| Pos. | Squadra       | Pt | G | V | P | SV | SP | Ratio | PF  | PS  | Ratio |
| ---- | ------------- | -- | - | - | - | -- | -- | ----- | --- | --- | ----- |
| 1.   | Italia        | 9  | 3 | 3 | 0 | 9  | 0  | MAX   | 232 | 194 | 1,196 |
| 2.   | Germania      | 6  | 3 | 2 | 1 | 6  | 3  | 2,000 | 223 | 193 | 1,155 |
| 3.   | Stati Uniti   | 3  | 3 | 1 | 2 | 3  | 7  | 0,429 | 206 | 240 | 0,858 |
| 4.   | Corea del Sud | 0  | 3 | 0 | 3 | 1  | 9  | 0,111 | 215 | 249 | 0,863 |

      Qualificata ai quarti di finale.
      Qualificata alle finali per il 9º posto.

### Fase finale

#### Finali 1º e 3º posto
|  | Quarti di finale | Quarti di finale | Quarti di finale |         |    | Semifinali | Semifinali | Semifinali |    |                 | Finale          | Finale          | Finale |  |
|  |                  |                  |                  |         |    |            |            |            |    |                 |                 |                 |        |  |
|  | 1A               | Brasile          | 3                |         |    |            |            |            |    |                 |                 |                 |        |  |
|  | 1A               | Brasile          | 3                |         |    |            |            |            |    |                 |                 |                 |        |  |
|  | 2C               | Colombia         | 0                |         |    |            |            |            |    |                 |                 |                 |        |  |
|  | 2C               | Colombia         | 0                |         | 1A | Brasile    | 3          |            |    |                 |                 |                 |        |  |
|  |                  |                  |                  |         | 1A | Brasile    | 3          |            |    |                 |                 |                 |        |  |
|  |                  |                  | 1D               | Italia  | 2  |            |            |            |    |                 |                 |                 |        |  |
|  | 1D               | Italia           | 1D               | Italia  | 2  | 3          |            |            |    |                 |                 |                 |        |  |
|  | 1D               | Italia           |                  |         |    |            |            |            |    |                 |                 |                 |        |  |
|  | 2B               | Rep. Ceca        | 0                |         |    |            |            |            |    |                 |                 |                 |        |  |
|  | 2B               | Rep. Ceca        | 0                |         | 1A | Brasile    | 0          |            |    |                 |                 |                 |        |  |
|  |                  |                  |                  |         |    |            |            |            |    |                 |                 |                 |        |  |
|  |                  |                  | 1C               | Polonia | 3  |            |            |            |    |                 |                 |                 |        |  |
|  | 1B               | Giappone         | 1C               | Polonia | 3  | 3          |            |            |    |                 |                 |                 |        |  |
|  | 1B               | Giappone         |                  |         |    | 3          |            |            |    |                 |                 |                 |        |  |
|  | 2D               | Germania         | 0                |         |    |            |            |            |    |                 |                 |                 |        |  |
|  | 2D               | Germania         | 0                |         | 1B | Giappone   | 0          |            |    | Finale 3º posto | Finale 3º posto | Finale 3º posto |        |  |
|  |                  |                  |                  |         | 1B | Giappone   | 0          |            |    |                 |                 |                 |        |  |
|  |                  |                  | 1C               | Polonia | 3  |            |            |            |    |                 |                 |                 |        |  |
|  | 1C               | Polonia          | 1C               | Polonia | 3  | 3          |            |            | 1D | Italia          | 3               |                 |        |  |
|  | 1C               | Polonia          |                  |         |    |            |            |            | 1D | Italia          | 3               |                 |        |  |
|  | 2A               | Taipei cinese    | 1                |         |    | 1B         | Giappone   | 1          |    |                 |                 |                 |        |  |

##### Quarti di finale
| 21 luglio 2025 Sportforum Hohenschönhausen, Berlino Durata: 1h:26 - Spettatori: 52 | Brasile  | 3 - 0 | Colombia      | 25-15, 25-20, 25-16        |
| 21 luglio 2025 Max-Schmeling-Halle, Berlino Durata: 1h:15 - Spettatori: 195        | Giappone | 3 - 0 | Germania      | 25-17, 25-10, 25-16        |
| 21 luglio 2025 Sportforum Hohenschönhausen, Berlino Durata: 1h:50 - Spettatori: 52 | Polonia  | 3 - 1 | Taipei cinese | 25-18, 23-25, 25-20, 25-20 |
| 21 luglio 2025 Max-Schmeling-Halle, Berlino Durata: 1h:13 - Spettatori: 115        | Italia   | 3 - 0 | Rep. Ceca     | 25-12, 25-18, 25-17        |

##### Semifinali
| 22 luglio 2025 Max-Schmeling-Halle, Berlino Durata: 2h:10 - Spettatori: 270 | Brasile  | 3 - 2 | Italia  | 18-25, 25-21, 25-17, 19-25, 15-13 |
| 22 luglio 2025 Max-Schmeling-Halle, Berlino Durata: 1h:26 - Spettatori: 270 | Giappone | 0 - 3 | Polonia | 21-25, 24-26, 13-25               |

##### Finale 3º posto
| 24 luglio 2025 Max-Schmeling-Halle, Berlino Durata: 1h:59 - Spettatori: 700 | Italia | 3 - 1 | Giappone | 34-32, 25-19, 23-25, 25-16 |

##### Finale
| 24 luglio 2025 Max-Schmeling-Halle, Berlino Durata: 1h:25 - Spettatori: 1 200 | Brasile | 0 - 3 | Polonia | 15-25, 18-25, 20-25 |

#### Finali 5º e 7º posto
|  | Semifinali | Semifinali    | Semifinali |               |    | Finale 5º posto | Finale 5º posto | Finale 5º posto |  |
|  |            |               |            |               |    |                 |                 |                 |  |
|  | 2C         | Colombia      | 0          |               |    |                 |                 |                 |  |
|  | 2C         | Colombia      | 0          |               |    |                 |                 |                 |  |
|  | 2B         | Rep. Ceca     | 3          |               |    |                 |                 |                 |  |
|  | 2B         | Rep. Ceca     | 3          |               | 2B | Rep. Ceca       | 3               |                 |  |
|  |            |               |            |               | 2B | Rep. Ceca       | 3               |                 |  |
|  |            |               | 2A         | Taipei cinese | 1  |                 |                 |                 |  |
|  | 2D         | Germania      | 2A         | Taipei cinese | 1  | 1               |                 |                 |  |
|  | 2D         | Germania      |            |               |    | 1               |                 |                 |  |
|  | 2A         | Taipei cinese | 3          |               |    | Finale 7º posto | Finale 7º posto | Finale 7º posto |  |
|  | 2A         | Taipei cinese | 3          |               |    |                 |                 |                 |  |
|  |            |               |            |               |    |                 |                 |                 |  |
|  |            |               |            |               |    | 2C              | Colombia        | 0               |  |
|  |            |               |            |               |    | 2C              | Colombia        | 0               |  |
|  |            |               |            |               |    | 2D              | Germania        | 3               |  |

##### Semifinali
| 22 luglio 2025 Sportforum Hohenschönhausen, Berlino Durata: 1h:23 - Spettatori: 35 | Colombia | 0 - 3 | Rep. Ceca     | 20-25, 23-25, 16-25        |
| 22 luglio 2025 Sportforum Hohenschönhausen, Berlino Durata: 1h:54 - Spettatori: 50 | Germania | 1 - 3 | Taipei cinese | 20-25, 25-17, 26-28, 16-25 |

##### Finale 7º posto
| 23 luglio 2025 Max-Schmeling-Halle, Berlino Durata: 1h:22 - Spettatori: 100 | Colombia | 0 - 3 | Germania | 22-25, 16-25, 19-25 |

##### Finale 5º posto
| 23 luglio 2025 Max-Schmeling-Halle, Berlino Durata: 1h:58 - Spettatori: 125 | Rep. Ceca | 3 - 1 | Taipei cinese | 20-25, 28-26, 25-17, 25-17 |

#### Finali 9º e 11º posto
|  | Quarti di finale | Quarti di finale | Quarti di finale |             |    | Semifinali    | Semifinali    | Semifinali |    |                  | Finale 9º posto  | Finale 9º posto  | Finale 9º posto |  |
|  |                  |                  |                  |             |    |               |               |            |    |                  |                  |                  |                 |  |
|  | 3A               | Australia        | 3                |             |    |               |               |            |    |                  |                  |                  |                 |  |
|  | 3A               | Australia        | 3                |             |    |               |               |            |    |                  |                  |                  |                 |  |
|  | 4C               | Argentina        | 0                |             |    |               |               |            |    |                  |                  |                  |                 |  |
|  | 4C               | Argentina        | 0                |             | 3A | Australia     | 3             |            |    |                  |                  |                  |                 |  |
|  |                  |                  |                  |             | 3A | Australia     | 3             |            |    |                  |                  |                  |                 |  |
|  |                  |                  | 3D               | Stati Uniti | 0  |               |               |            |    |                  |                  |                  |                 |  |
|  |                  |                  |                  | Stati Uniti | 0  |               |               |            |    |                  |                  |                  |                 |  |
|  |                  |                  |                  |             |    |               |               |            |    |                  |                  |                  |                 |  |
|  |                  |                  |                  |             |    |               |               |            |    |                  |                  |                  |                 |  |
|  |                  | 3A               | Australia        | 3           |    |               |               |            |    |                  |                  |                  |                 |  |
|  |                  |                  |                  |             |    |               |               |            |    |                  |                  |                  |                 |  |
|  |                  |                  | 4A               | Portogallo  | 2  |               |               |            |    |                  |                  |                  |                 |  |
|  | 3B               | Cile             | 4A               | Portogallo  | 2  | 0             |               |            |    |                  |                  |                  |                 |  |
|  | 3B               | Cile             |                  |             |    | 0             |               |            |    |                  |                  |                  |                 |  |
|  | 4D               | Corea del Sud    | 3                |             |    |               |               |            |    |                  |                  |                  |                 |  |
|  | 4D               | Corea del Sud    | 3                |             | 4D | Corea del Sud | 0             |            |    | Finale 11º posto | Finale 11º posto | Finale 11º posto |                 |  |
|  |                  |                  |                  |             | 4D | Corea del Sud | 0             |            |    |                  |                  |                  |                 |  |
|  |                  |                  | 4A               | Portogallo  | 3  |               |               |            |    |                  |                  |                  |                 |  |
|  | 3C               | Filippine        | 4A               | Portogallo  | 3  | 0             |               |            | 3D | Stati Uniti      | 2                |                  |                 |  |
|  | 3C               | Filippine        |                  |             |    |               |               |            | 3D | Stati Uniti      | 2                |                  |                 |  |
|  | 4A               | Portogallo       | 3                |             |    | 4D            | Corea del Sud | 3          |    |                  |                  |                  |                 |  |

##### Quarti di finale
| 21 luglio 2025 Horst-Korber-Sportzentrum, Berlino Durata: 1h:31 - Spettatori: 20 | Australia     | 3 - 0 | Argentina | 26-24, 25-18, 26-24 |
| 21 luglio 2025 Horst-Korber-Sportzentrum, Berlino Durata: 1h:37 - Spettatori: 25 | Corea del Sud | 3 - 0 | Cile      | 25-17, 25-21, 25-23 |
| 21 luglio 2025 Horst-Korber-Sportzentrum, Berlino Durata: 1h:12 - Spettatori: 42 | Portogallo    | 3 - 0 | Filippine | 25-19, 25-23, 25-14 |

##### Semifinali
| 22 luglio 2025 Großsporthalle Hämmerlingstraße, Berlino Durata: 1h:16 - Spettatori: 53 | Australia     | 3 - 0 | Stati Uniti | 25-13, 25-18, 25-23 |
| 22 luglio 2025 Großsporthalle Hämmerlingstraße, Berlino Durata: 1h:29 - Spettatori: 43 | Corea del Sud | 0 - 3 | Portogallo  | 19-25, 21-25, 19-25 |

##### Finale 11º posto
| 23 luglio 2025 Sportforum Hohenschönhausen, Berlino Durata: 2h:15 - Spettatori: 40 | Stati Uniti | 2 - 3 | Corea del Sud | 25-21, 25-19, 12-25, 22-25, 16-18 |

##### Finale 9º posto
| 23 luglio 2025 Sportforum Hohenschönhausen, Berlino Durata: 2h:08 - Spettatori: 35 | Australia | 3 - 2 | Portogallo | 25-22, 16-25, 25-20, 19-25, 15-9 |

#### Finale 13º posto
|  | Semifinale | Semifinale | Semifinale |           |    | Finale 13º posto | Finale 13º posto | Finale 13º posto |  |
|  |            |            |            |           |    |                  |                  |                  |  |
|  | 3B         | Cile       | 1          |           |    |                  |                  |                  |  |
|  | 3B         | Cile       | 1          |           |    |                  |                  |                  |  |
|  | 3C         | Filippine  | 3          |           |    |                  |                  |                  |  |
|  | 3C         | Filippine  | 3          |           | 3C | Filippine        | 2                |                  |  |
|  |            |            |            |           | 3C | Filippine        | 2                |                  |  |
|  |            |            | 4C         | Argentina | 3  |                  |                  |                  |  |

##### Semifinale
| 22 luglio 2025 Horst-Korber-Sportzentrum, Berlino Durata: 1h:56 - Spettatori: 32 | Cile | 1 - 3 | Filippine | 23-25, 17-25, 25-20, 23-25 |

##### Finale 13º posto
| 23 luglio 2025 Max-Schmeling-Halle, Berlino Durata: 2h:10 - Spettatori: 48 | Filippine | 2 - 3 | Argentina | 25-19, 22-25, 25-21, 23-25, 13-15 |

## Classifica finale
| Pos     | Squadra       | Rosa |
| ------- | ------------- | --- |
| Oro     | Polonia       | Formazione: 4 Lipiński, 6 Popiela, 8 Pawlun, 9 Nasevich, 10 Kapica, 11 Śliwka, 16 Czyrek, 22 Kubicki, 23 Zaleszczyk, 27 Gierżot, 29 Hendzelewski, 47 Kwasigroch, CT: Luks   |
| Argento | Brasile       | Formazione: 4 Neufeld, 5 Ostapechen, 6 Amorim, 7 L. da Silva, 8 Bieler, 9 Kuhnen, 10 Leodolter, 11 Sabino, 12 Cardoso, 14 Pedrosa, 16 P. da Silva, 20 Santos, CT: Ribeiro   |
| Bronzo  | Italia        | Formazione: 1 Catania, 2 Magalini, 4 Guzzo, 5 Cianciotta, 7 Barotto, 9 Sani, 11 A. Fanizza, 13 Comparoni, 14 Orioli, 18 Truocchio, 22 Crosato, 26 Bonifante, CT: V. Fanizza |
| 4       | Giappone      | Formazione: 1 Mizumachi, 2 Fujiwara, 3 Someno, 4 Kai, 5 Yamada, 6 Nakashima, 7 Takaki, 8 Kato, 9 Yanakita, 10 Sakai, 11 Asano, 12 Maeda, CT: Yamamoto                       |
| 5       | Rep. Ceca     | Formazione: 2 Přibyl, 4 Provazník, 5 Vodička, 6 Drahoňovský, 8 Resl, 9 Srovnal, 10 Svoboda, 12 L. Toman, 13 J. Toman, 15 Bednařík, 17 Fabikovič, 23 Lank, CT: Vašina        |
| 6       | Taipei cinese | Formazione: 1 Chang Y.C., 4 Wen, 5 Lin, 7 Chen J.T., 9 Kan, 11 Chen E.D., 12 Liu, 14 Chang Y.S., 15 Wang, 16 Chun-Yu, 19 Chen Y.C., 20 Yuan, CT: Huang                      |
| 7       | Germania      | Formazione: 1 Hosch, 7 Kunstmann, 26 Kohn, 28 Schulz, 29 Eckardt, 34 Meier, 35 Homberger, 37 Korreck, 38 Möller, 39 Welsch, 44 Gallas, 45 Rein, CT: Ranner                  |
| 8       | Colombia      | Formazione: 1 Colorado, 3 M. Restrepo, 4 Alzate, 6 Contreras, 7 Lemos, 9 Alvarez, 10 Correa, 11 J. Restrepo, 12 Murillo, 13 Lujan, 23 Ruiz, 24 Valencia, CT: Hernandez      |
| 9       | Australia     | Formazione: 4 Ebbs, 6 Garrett, 7 Day, 8 Yarad, 9 Willis, 10 Flowerday, 11 Page, 12 Upton, 13 Hopkins, 16 Croft, 17 Lucchesi, 19 D'Arcy, CT: Garlick                         |
| 10      | Portogallo    | Formazione: 1 Maia, 2 Salgueiro, 4 Costa, 5 Gomes, 7 Marques, 8 Figueiredo, 10 Brito, 12 Monteiro, 14 Sá, 16 Santos, 18 Oliveira, 21 Pereira, CT: Franco                    |
| 11      | Corea del Sud | Formazione: 1 Yun, 3 Lee H.S., 5 Kim G.N., 8 Park, 9 Choi, 10 Jang, 12 Kang, 21 Son, 23 Lee J.Y., 24 Lim, 33 Kim H.G., 75 Kim Y.H., CT: Yoo                                 |
| 12      | Stati Uniti   | Formazione: 1 Aitken, 2 Brown, 3 Cuppett, 4 Ennis, 5 Goss, 6 Kosty, 7 Restrepo, 8 Rigg, 9 Schulten, 10 Tumas, 11 Weber, 12 Winn, CT: Kniffin                                |
| 13      | Argentina     | Formazione: 1 Barucco, 2 Dong, 3 Castellani, 4 Baracetti, 5 Maggio, 6 Drimal, 7 Vanzetti, 8 Brener, 9 Faggiano, 10 Grynszpan, 11 Carricaburu, 12 Bonora, CT: Pereira        |
| 14      | Filippine     | Formazione: 2 Ancheta, 3 Gallego, 4 Bandola, 5 Abanilla, 6 Buddin, 7 Egger, 11 Disquitado, 12 Taguibolos, 14 Ordiales, 17 Gapultos, 18 Aringo, 23 Diao, CT: Alinsunurin     |
| 15      | Cile          | Formazione: 2 Navarrete, 5 Gutiérrez, 7 Acevedo, 8 Ruíz, 9 Vallebuona, 10 Díaz, 13 Méndez, 14 Menéndez, 15 Fuentes, 16 Orrego, 22 Valenzuela, 23 Lavin, CT: Armoa           |